# Karl Neckermann
Karl Neckermann (ur. 14 marca 1911 w Mannheim, zm. 7 marca 1984 tamże) – niemiecki lekkoatleta sprinter, mistrz Europy z 1938.
Startował na igrzyskach olimpijskich w 1936 w Berlinie w biegu na 200 metrów, ale odpadł w półfinale.
13 sierpnia 1938 podczas zawodów w Berlinie niemiecka sztafeta 4 × 100 metrów z Neckermannem na trzeciej zmianie ustanowiła czasem 40,3 s rekord Niemiec i najlepszy wynik w Europie (nie uznany za rekord Europy) w tej konkurencji (skład niemieckiej sztafety: Manfred Kersch, Gerd Hornberger, Neckermann i Jakob Scheuring).
Na mistrzostwach Europy w 1938 w Paryżu Neckermann został mistrzem Europy w biegu sztafetowym 4 × 100 metrów (sztafeta niemiecka ponownie biegła w składzie: Kersch, Hornberger, Neckermann i Scheuring). 8 lipca 1939 Neckermann wyrównał (wynikiem 10,3 s.) rekord Niemiec w biegu na 100 metrów, a trzy tygodnie później w Berlinie biegł na trzeciej zmianie sztafety 4 x 100 m, która poprawiła rekord Europy wynikiem 40,1 s. (wraz z Neckermannem biegli w niej Erich Borchmeyer, Hornberger i Scheuring).
Był mistrzem Niemiec w biegu na 100 metrów w 1939 i brązowym medalistą w 1937; był mistrzem w biegu na 200 metrów w 1935, wicemistrzem w 1937 i 1939 oraz brązowym medalistą w 1936.

## Rekord życiowy
- 200 m – 21,2 s. (1939)[1]